# Исен (муниципалитет)
Исен (порт. Icém) — муниципалитет в Бразилии, входит в штат Сан-Паулу. Составная часть мезорегиона Сан-Жозе-ду-Риу-Прету. Входит в экономико-статистический микрорегион Сан-Жозе-ду-Риу-Прету. Население составляет 7269 человек на 2006 год. Занимает площадь 363,132 км². Плотность населения — 20,0 чел./км².

## История
Город основан 31 декабря 1957 года.

## Статистика
- Валовой внутренний продукт на 2003 составляет 78.795.837,00 реалов (данные: Бразильский институт географии и статистики).
- Валовой внутренний продукт на душу населения на 2003 составляет 11.191,00 реалов (данные: Бразильский институт географии и статистики).
- Индекс развития человеческого потенциала на 2000 составляет 0,761 (данные: Программа развития ООН).

## География
Климат местности: тропический. В соответствии с классификацией Кёппена, климат относится к категории Cfa.